# Amphineurus operculatus
Amphineurus operculatus är en tvåvingeart som beskrevs av Alexander 1924. Amphineurus operculatus ingår i släktet Amphineurus och familjen småharkrankar. Inga underarter finns listade i Catalogue of Life.